# Canton de Pau-4
Le canton de Pau-4 est une circonscription électorale française du département des Pyrénées-Atlantiques.

## Histoire
Un nouveau découpage territorial des Pyrénées-Atlantiques entre en vigueur à l'occasion des élections départementales de 2015. Il est défini par le décret du 25 février 2014, en application des lois du 17 mai 2013 (loi organique 2013-402 et loi 2013-403). Les conseillers départementaux sont, à compter de ces élections, élus au scrutin majoritaire binominal mixte. Les électeurs de chaque canton élisent au Conseil départemental, nouvelle appellation du Conseil général, deux membres de sexe différent, qui se présentent en binôme de candidats. Les conseillers départementaux sont élus pour 6 ans au scrutin binominal majoritaire à deux tours, l'accès au second tour nécessitant 12,5 % des inscrits au 1er tour. En outre la totalité des conseillers départementaux est renouvelée. Ce nouveau mode de scrutin nécessite un redécoupage des cantons dont le nombre est divisé par deux avec arrondi à l'unité impaire supérieure si ce nombre n'est pas entier impair, assorti de conditions de seuils minimaux. Dans les Pyrénées-Atlantiques, le nombre de cantons passe ainsi de 52 à 27.
Le canton de Pau-4 est formé de la commune de Gelos et d'une fraction de la commune de Pau. Il est entièrement inclus dans l'arrondissement de Pau. Le bureau centralisateur est situé à Pau.

## Représentation
| Période élective | Période élective | Mandat | Mandat   | Identité                   | Nuance | Nuance | Qualité                                                                                           |
| ---------------- | ---------------- | ------ | -------- | -------------------------- | ------ | ------ | ------------------------------------------------------------------------------------------------- |
| 2015             | 2021             | 2015   | 2021     | Jean Lacoste               |        | MoDem  | Médecin généraliste, adjoint au maire de Pau Conseiller départemental délégué aux Personnes âgées |
| 2015             | 2021             | 2015   | 2021     | Véronique Lipsos-Sallenave |        | UDI    | Vice-Présidente chargéedes collèges et vie des collégiens                                         |
| 2021             | 2028             | 2021   | en cours | Jean Lacoste               |        | MoDem  | Conseiller sortant                                                                                |
| 2021             | 2028             | 2021   | en cours | Véronique Lipsos-Sallenave |        | UDI    | Conseillère sortante, Vice-Présidente du conseil départemental                                    |

### Résultats détaillés

#### Élections de mars 2015
À l'issue du 1er tour des élections départementales de 2015, deux binômes sont en ballottage : Natalie Francq et Robert Pocino-Venin (PS, 28,06 %) et Jean Lacoste et Véronique Lipsos-Sallenave (Union du Centre, 26,97 %). Le taux de participation est de 45,15 % (6 753 votants sur 14 958 inscrits) contre 52,8 % au niveau départemental et 50,17 % au niveau national.
Au second tour, Jean Lacoste et Véronique Lipsos-Sallenave (Union du Centre) sont élus avec 54,24 % des suffrages exprimés et un taux de participation de 45,39 % (3 348 voix pour 6 787 votants et 14 954 inscrits).

#### Élections de juin 2021
Le premier tour des élections départementales de 2021 est marqué par un très faible taux de participation (33,26 % au niveau national). Dans le canton de Pau-4, ce taux de participation est de 33,5 % (4 415 votants sur 13 181 inscrits) contre 38,82 % au niveau départemental. À l'issue de ce premier tour, deux binômes sont en ballottage : Jean Lacoste et Véronique Lipsos-Sallenave (DVC, 38,52 %) et Stéphane de Nodrest et Philippe Glorieux (Union à gauche avec des écologistes, 38,05 %).
Le second tour des élections est marqué une nouvelle fois par une abstention massive équivalente au premier tour. Les taux de participation sont de 34,36 % au niveau national, 40,13 % dans le département et 34,6 % dans le canton de Pau-4. Jean Lacoste et Véronique Lipsos-Sallenave (DVC) sont élus avec 50,5 % des suffrages exprimés (2 138 voix pour 4 562 votants et 13 186 inscrits),,.

## Composition
| Nom                         | Code Insee | Intercommunalité      | Superficie (km2) | Population (dernière pop. légale)                | Densité (hab./km2) | Modifier                                    |
| --------------------------- | ---------- | --------------------- | ---------------- | ------------------------------------------------ | ------------------ | ------------------------------------------- |
| Pau (bureau centralisateur) | 64445      | CA Pau Béarn Pyrénées | 31,51            | Fraction : 18 065 (2022) Commune : 78 620 (2022) | 2 495              | modifier les données · modifier les données |
| Gelos                       | 64237      | CA Pau Béarn Pyrénées | 11,03            | 3 595 (2022)                                     | 326                | modifier les données · modifier les données |
| Canton de Pau-4             | 6421       |                       |                  | 21 660 (2022)                                    |                    | modifier les données                        |

Le canton de Pau-4 comprend :
1. une commune entière,
2. la partie de la commune de Pau non incluse dans les cantons de Pau-1, Pau-2 et Pau-3.

## Démographie
En 2022, le canton comptait 21 660 habitants, en évolution de +2,57 % par rapport à 2016 (Pyrénées-Atlantiques : +3,78 %, France hors Mayotte : +2,11 %).
| 2013   | 2018   | 2022   |
| ------ | ------ | ------ |
| 21 383 | 20 850 | 21 660 |